# تپه بازا اوستو
تپه بازا اوستو مربوط به دوران‌های تاریخی پس از اسلام است و در استان قزوین، شهرستان آوج، بخش آبگرم، روستای یمق واقع شده و این اثر در تاریخ ۲۴ فروردین ۱۳۸۲ با شمارهٔ ثبت ۸۱۸۳ به‌عنوان یکی از آثار ملی ایران به ثبت رسیده است.